# Crescent City (Florida)
Crescent City è una città degli Stati Uniti d'America, situata in Florida, nella Contea di Putnam.